# Kongka La
Kongka La är ett bergspass på gränsen mellan Indien och Kina. Den indiska sidan ligger i unionsterritoriet Ladakh, i den norra delen av landet, 700 km norr om huvudstaden New Delhi. Den kinesiska sidan ligger i den autonoma regionen Tibet, i den sydvästra delen av landet, omkring 1 300 kilometer nordväst om regionhuvudstaden Lhasa. Kongka La ligger 5 171 meter över havet.
Terrängen runt Kongka La är lite bergig, och sluttar söderut. Trakten runt Kongka La är nära nog obefolkad, med mindre än två invånare per kvadratkilometer. Det finns inga samhällen i närheten. Trakten runt Kongka La är ofruktbar med lite eller ingen växtlighet.